# Anthony Scaramozzino
Anthony Scaramozzino, né le 30 avril 1985 à Nice, est un footballeur français. Il évolue comme latéral gauche ou défenseur central.

## Biographie

### Formation et débuts
Anthony Dominique Pascal Scaramozzino naît à Nice le 30 avril 1985. Formé au Cavigal de Nice, il rejoint l'OGC Nice à 13 ans. En 2002 il est finaliste de la Coupe Gambardella face au FC Nantes et finaliste du championnat de France U17 perdu face au Stade Rennais. En 2003, il fait la préparation d'avant saison avec le groupe pro de l'OGC Nice. Formé comme défenseur central, il est alors repositionné comme latéral gauche par Gernot Rohr, qui le considère comme trop petit pour jouer dans l'axe. Après 24 matches avec l'équipe réserve en CFA, il débute en Ligue 1 en mai 2004 lors d'un match à Montpellier, et est à l'origine d'un centre qui amène l'égalisation niçoise. En juin 2004 il remporte le titre de champion de France des 18 ans en battant l'Olympique lyonnais en finale.

### Carrière professionnelle
Après trois prêts successifs parfois rocambolesques, il effectue une saison pleine avec l'équipe réserve de Nice (22 matches, deux buts). En fin de contrat élite et n'étant pas parvenu à s'imposer en équipe première, il quitte Nice au début de la saison 2008-2009 pour s'engager avec le CS Sedan Ardennes où il est régulièrement titulaire en tant qu'arrière gauche. Il inscrit son premier but officiel lors du match de Ligue 2 opposant les Sedanais à Le Havre AC sur coup franc direct.
En juillet 2015 il signe pour deux saisons au RC Lens. Non conservé par Lens à l'issue de la saison 2016-2017, il intègre l'UNFP FC, regroupant plusieurs joueurs sans contrat et cherchant un club pour la saison suivante,.
Mis à l'essai par le Stade lavallois, il signe officiellement avec cette équipe le 15 août 2017. Après une première saison freinée par de nombreuses blessures, il effectue une belle deuxième saison, frôlant l'accession en Ligue 2. Lors des Trophées du National, ses pairs le nommeront dans l'équipe type du National pour la saison 2018-2019. Par un vote des coaches, joueurs et supporters, le site Foot-National l'élira également dans son équipe type.
Il s'engage le 29 mai 2019 pour deux saisons à l'US Boulogne. Il passe ensuite par Pau en Ligue 2 puis Bourg-en-Bresse en National, avant de s'engager en août 2022 au Thonon Évian GGFC, fraîchement promu en National 2, alors qu'il souhaitait retourner sur la Côte d'Azur. "J’ai failli signer à Saint-Jean/Beaulieu, à côté de Nice, en National 3, mais Bryan (Bergougnoux) m’a dit « On monte en N2 avec Thonon Évian, viens donner un coup de main »".
A 38 ans, il décide de prolonger l'aventure au sein du club de Thonon Évian. "J’avais signé un an la saison passée, parce que j’étais arrivé tardivement, et au final, ça s’est bien passé sportivement. Là, j’ai prolongé d’une saison, on fera le point dans six mois, je ne me prends plus la tête."
À 39 ans, il décide d'arrêter sa carrière de joueur de football et se consacre au management à Thonon Évian.

### Carrière en sélection
Du 17 au 20 février 2003, il participe à un stage de détection avec l'équipe de France des moins de 18 ans, au CTNFS à Clairefontaine, auquel participent également Lassana Diarra, Mohamed Sissoko et Yannick Cahuzac. Convaincant, il est alors régulièrement convoqué avec l'équipe de France des moins de 18 ans puis celle des moins de 19 ans, aux côtés de Gaël Clichy, Mathieu Debuchy et Jimmy Briand.
En mai 2005, il est sélectionné avec l'équipe de France espoirs pour participer au Tournoi de Toulon mais, blessé, il est remplacé par Mohamed Fofana.
En juin 2017, lors d'un match amical d'hommage aux victimes de l’attentat du 14 juillet 2016, il porte le maillot de la Selecioun, l’équipe du Comté de Nice, dont il est le capitaine ce jour-là,.
En mars 2024, il est appelé en équipe de France Militaire pour effectuer sa première sélection avec l'équipe National à Dijon. 

## Statistiques
| Saison                | Club                         | Championnat           | Championnat | Championnat | Coupe nationale | Coupe nationale | Coupe de la Ligue | Coupe de la Ligue | Compétition(s) continentale(s) | Compétition(s) continentale(s) | Compétition(s) continentale(s) | Total | Total |
| Saison                | Club                         | Division              | M.          | B.          | M.              | B.              | M.                | B.                | Comp.                          | M.                             | B.                             | M.    | B.    |
| 2003-2004             | OGC Nice                     | Ligue 1               | 4           | 0           | -               | -               | -                 | -                 | -                              | -                              | -                              | 4     | 0     |
| 2004-2005             | OGC Nice                     | Ligue 1               | 1           | 0           | -               | -               | -                 | -                 | -                              | -                              | -                              | 1     | 0     |
| 2004-2005             | FC Lorient (prêt)            | Ligue 2               | 7           | 0           | -               | -               | -                 | -                 | -                              | -                              | -                              | 7     | 0     |
| 2005-2006             | Gillingham FC (prêt)         | League One            | -           | -           | -               | -               | -                 | -                 | -                              | -                              | -                              | 0     | 0     |
| 2005-2006             | OGC Nice                     | Ligue 1               | -           | -           | -               | -               | -                 | -                 | -                              | -                              | -                              | 0     | 0     |
| 2006-2007             | AS Cannes (prêt)             | National              | 24          | 0           | 1               | 0               | -                 | -                 | -                              | -                              | -                              | 25    | 0     |
| 2007-2008             | OGC Nice                     | Ligue 1               | 1           | 0           | -               | -               | -                 | -                 | -                              | -                              | -                              | 1     | 0     |
| 2008-2009             | CS Sedan Ardennes            | Ligue 2               | 28          | 0           | 6               | 0               | 1                 | 0                 | -                              | -                              | -                              | 35    | 0     |
| 2009-2010             | CS Sedan Ardennes            | Ligue 2               | 24          | 1           | 1               | 0               | 4                 | 0                 | -                              | -                              | -                              | 29    | 1     |
| 2010-2011             | LB Châteauroux               | Ligue 2               | 31          | 0           | -               | -               | 1                 | 0                 | -                              | -                              | -                              | 32    | 0     |
| 2011-2012             | LB Châteauroux               | Ligue 2               | 15          | 0           | 2               | 0               | -                 | -                 | -                              | -                              | -                              | 17    | 0     |
| 2012-2013             | Omonia Nicosie               | Marfin Laiki League   | 29          | 0           | 7               | 0               | -                 | -                 | C3                             | 2                              | 0                              | 38    | 0     |
| 2013-2014             | Omonia Nicosie               | Marfin Laiki League   | 29          | 1           | 2               | 0               | -                 | -                 | C3                             | 2                              | 0                              | 33    | 1     |
| 2014-2015             | Omonia Nicosie               | Marfin Laiki League   | 10          | 0           | -               | -               | -                 | -                 | C3                             | 1                              | 0                              | 11    | 0     |
| 2014-2015             | Panetolikós FC (prêt)        | Superleague           | 8           | 0           | -               | -               | -                 | -                 | -                              | -                              | -                              | 8     | 0     |
| 2015-2016             | RC Lens                      | Ligue 2               | 20          | 1           | 1               | 0               | -                 | -                 | -                              | -                              | -                              | 21    | 1     |
| 2016-2017             | RC Lens                      | Ligue 2               | 13          | 0           | 3               | 0               | 1                 | 0                 | -                              | -                              | -                              | 17    | 0     |
| 2017-2018             | Stade lavallois              | National              | 14          | 2           | -               | -               | -                 | -                 | -                              | -                              | -                              | 14    | 2     |
| 2018-2019             | Stade lavallois              | National              | 28          | 0           | -               | -               | -                 | -                 | -                              | -                              | -                              | 28    | 0     |
| 2019-2020             | US Boulogne                  | National              | 22          | 5           | -               | -               | -                 | -                 | -                              | -                              | -                              | 22    | 5     |
| 2020-2021             | Pau FC                       | Ligue 2               | 22          | 0           | -               | -               | -                 | -                 | -                              | -                              | -                              | 22    | 0     |
| 2021-2022             | Bourg en Bresse              | National              | 22          | 0           | -               | -               | -                 | -                 | -                              | -                              | -                              | 22    | 0     |
| 2022-2023             | Thonon Evian Grand Genève    | National 2            | 22          | 2           | -               | -               | -                 | -                 | -                              | -                              | -                              | 22    | 2     |
| 2023-2024             | Thonon Evian Grand Genève FC | National 2            | 12          | 1           | -               | -               | -                 | -                 | -                              | -                              | -                              | 12    | 1     |
| Total sur la carrière | Total sur la carrière        | Total sur la carrière | 251         | 4           | 23              | 0               | 7                 | 0                 | -                              | 5                              | 0                              | 286   | 4     |

## Engagements syndicaux
Lors de la saison 2018-2019, il est l'un des deux délégués syndicaux de l'UNFP au sein du Stade Lavallois.
La saison suivante, à Boulogne, il est de nouveau le délégué syndical de l'UNFP.

## Divertissement
En avril 2025, Anthony Scaramozzino rejoint la Kings League France en intégrant l'équipe UNIT3D dirigé par Squeezie, Maxime Biaggi et Djilsi. 

## Vie personnelle
Il est marié et père de deux enfants, Noémie et Louka.
Sa référence au poste de latéral gauche est Paolo Maldini.
En prévision de son après-carrière, il prépare de 2017 à 2019 le DUGOS (Diplôme Universitaire de Gestion et Organisation Sportive), qui s'effectue sur deux ans par correspondance avec l’Université de Lyon. Il en est diplômé en juillet 2019. Il envisage également de passer ses diplômes d'entraîneur, une fois sa carrière de joueur terminée.